# 凡河镇
凡河镇，是中华人民共和国辽宁省铁岭市铁岭县下辖的一个乡镇级行政单位。

## 行政区划
凡河镇下辖以下地区：
得胜台村、边家村、阮家洼子村、康西楼村、五角湖村、新兴卜村、北高强村、沙山子村、大莲花村、江河泡村、小莲花村、高强南村、红光村、英守屯村、城南堡村、宋家泡村、古城子村、杨威楼村、老河湾村、屈牛屯村、小凡河村、药王庙村、贺家屯村、凡河站村、大凡河村、黄河子村、新屯村、铁岭县凡河工业园社区、铁岭县凡河新区社区和东北物流城社区。

## 交通
京哈铁路：得胜台站